# Shyra Ely
Shyra Quontae Ely (* 9. August 1983 in Indianapolis, Indiana, Vereinigte Staaten) ist eine professionelle Basketball-Spielerin. Zurzeit spielt sie für die Seattle Storm in der Women’s National Basketball Association.

## Karriere

### College (2001 bis 2005)
Ely studierte von 2001 bis 2005 an der University of Tennessee, wo sie 2005 ihren Abschluss in retail and consumer science machte. Während ihrer Zeit am College spielte Ely auch für das Damen-Basketballteam der Universität den Lady Volunteers. In ihrer Freshman-Saison stand sie in 33 Spielen bereits 22 Mal in der Startformation der Lady Volunteers. Ihre erste Saison beendete sie mit einem Schnitt von 9,3 Punkten und 5,4 Rebounds pro Spiel. In ihrer Sophomore-Saison stand sie zwar nur acht Mal in der Startformation, trotzdem konnte sie ihren Punkteschnitt auf 9,8 Punkte und ihren Reboundschnitt auf 6,6 Rebounds pro Spiel verbessern. Außerdem erzielte sie in dieser Saison erstmals ein Double-double. In ihrer Junior-Saison stand sie fast in allen Spielen in der Startformation, außerdem bekam sie auch in dieser Saison mehrere Auszeichnungen, zum Beispiel wurde sie zum Kodak All-American ernannt. In ihrer Senior-Saison erzielte sie mit einem Schnitt von 12 Punkten, 6,7 Rebounds und 1,4 Assists persönliche Bestleistungen. Ihre Zeit bei den Lady Volunteers beendete sie mit insgesamt 1.673 Punkten und 940 Rebounds.

### WNBA (seit 2005)
Durch ihre guten Leistungen für die Lady Volunteers wurde sie schließlich beim WNBA Draft 2005 von den San Antonio Silver Stars in der zweiten Runde und an der insgesamt 14. Stelle ausgewählt. Ely spielte insgesamt zwei Saisons für die Silver Stars. Nach einer relativ guten ersten Saison für die Silver Stars in der sie in 32 Spielen elf Mal in der Startformation stand und durchschnittlich 4,5 Punkte und 2 Rebounds pro Spiel erzielte, folgte wegen einer Verletzung eine nicht ganz so erfolgreiche. Aufgrund der Verletzung vermisste sie 18 Spiele in der Saison 2006, da sie auch nicht mehr so viel Spielzeit bekam, sank ihr Punkteschnitt auf 3,4, jedoch konnte sie ihren Reboundschnitt auf 2,6 steigern. Da ihr Vertrag mit den Silver Stars nach dieser Saison auslief, wurde sie zum Free Agent. Am 27. April 2007 nahmen die Seattle Storm Ely für eine Saison unter Vertrag. In ihrer ersten Saison mit den Storm bekam sie jedoch noch weniger Spielzeit als in ihrer zweiten Saison in San Antonio, dadurch konnte sie an ihre vorherigen Leistungen nicht anschließen. Die Storm waren mit ihrer Leistung zufrieden, deshalb wurde sie für eine weitere Saison unter Vertrag genommen. In der Saison 2008 bekam sie wieder etwas mehr Spielzeit, dadurch verbesserte sich unter anderem ihre Punkteschnitt wieder etwas. Obwohl ihre Spielzeit nur begrenzt war, spielte sie als Ersatzspielerin von Lauren Jackson eine wichtige Rolle für die Storm. Nach einer guten Vorbereitung bekam sie am Beginn der Saison für ihre Verhältnisse sehr viel Spielzeit. Im Juni sank ihre Spielzeit wieder, dies lag einerseits an dem kleinen Tief von Ely und andererseits an der Tatsache, dass die Storm mit Camille Little eine Spielerin unter Vertrag nahmen, die auf derselben Position wie Ely spielt. Im Juli veränderte sich ihre Situation wieder, da Jackson wegen der Olympischen Sommerspiele 2008 in Peking die Mannschaft verließ. Dadurch bekam sie wegen der Abwesenheit von Jackson teilweise mehr als 20 Minuten Spielzeit. Natürlich veränderte sich diese Situation wieder, als Jackson wieder zurückkam. Obwohl die Storm in dieser Saison einen der stärksten Kader in der gesamten Liga hatten, gingen die Storm leer aus, damit konnte Ely in ihren ersten vier Jahren in der WNBA noch keinen wirklichen mannschaftlichen Erfolg erzielen. Dies war aber bereits die letzte Saison von Ely für die Storm, da sie am 12. Januar 2009 bei den Chicago Sky unterschrieb.